# 90
Cette page concerne l'année 90  du calendrier julien. Pour l'année 90 av. J.-C., voir 90 av. J.-C. Pour le nombre 90, voir 90 (nombre).
L'année 90 est une année commune qui commence un vendredi.

## Événements
- Début du règne de Kadphisès II, roi kouchan (fin en 100)[1].
- Le roi kouchan Kadphisès II, mécontent de n’avoir pu obtenir la main d’une infante chinoise, envoie une expédition au nord-est du Pamir pour aider Koutcha contre les entreprises du général Ban Chao. Celui-ci coupe les communications entre cette armée et les gens de Koutcha qui auraient pu la ravitailler, puis fait le vide devant elle. Les Indo-Scythes se retirent, évitant un désastre, et la cour des Kusana revient à la politique d’amitié avec la Chine, laissant Ban Chao achever la conquête du bassin du Tarim[2].

- Taxation officielle des blés dans l'empire romain[3].